# Eric Yarber
Eric Yarber (Chicago, 22 de setembro de 1963) é um ex-jogador profissional de futebol americano estadunidense. Ele foi campeão da temporada de 1987 da National Football League jogando pelo Los Angeles Rams.